# Huangpi
Der Stadtbezirk Huangpi (chinesisch 黃陂區 / 黄陂区, Pinyin Huángpí Qū) ist ein Stadtbezirk der Unterprovinzstadt Wuhan, der Hauptstadt der Provinz Hubei in der Volksrepublik China. Er hat eine Fläche von 2.261 km² und zählt 1.028.000 Einwohner (Stand: Ende 2019). Er liegt am nördlichen Ufer des Jangtse.

## Administrative Gliederung
Auf Gemeindeebene setzt sich der Stadtbezirk aus acht Straßenvierteln, sechs Großgemeinden und zwei Gemeinden zusammen. 